# Toni Elías
Antonio "Toni" Elías Justícia (Manresa, 26 maart 1983) is een Spaanse motorcoureur. De wereldkampioen van 2010 in de Moto2. Hij is het derde lid van de Elías familie die uitkomt in de motorsport. In 2011 maakte hij de overstap naar de MotoGP, waar hij ook van 2005 tot en met 2009 in uitkwam, en behaalde in die klasse tot dusver één overwinning. In 2012 ging hij echter weer terug naar de Moto2.